# Maser
Ein Maser [ˈmɛɪzər, ˈmeːzər, ˈmaːzər, ˈmɛɪ̯zɐ] (Akronym für englisch microwave amplification by stimulated emission of radiation ‚Mikrowellenverstärkung durch stimulierte Emission von Strahlung‘) ist ein Laser im Mikrowellenbereich.

## Grundlagen
Der erste Maser entstand vor dem Laser. Letzterer wurde erst durch eine Verkürzung der Wellenlänge der verwendeten Strahlung erreicht. Anfangs sprach man deshalb auch von einem optical maser (optischer Maser).

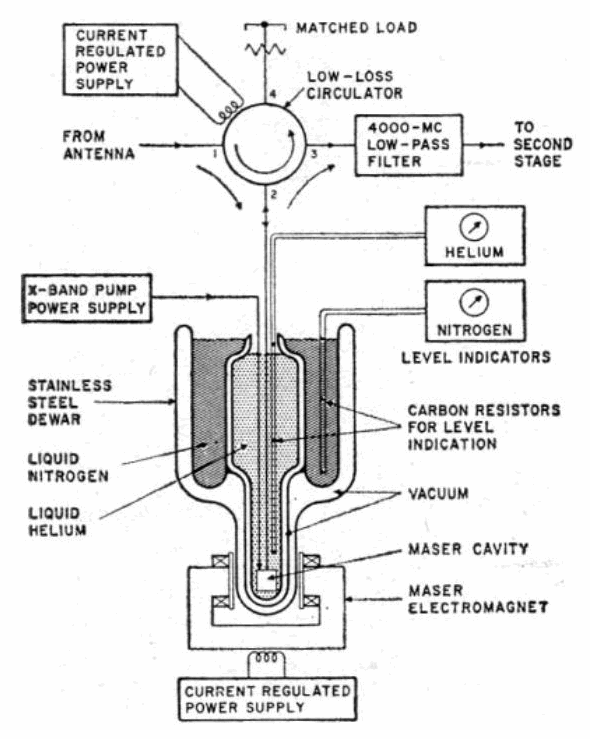

Ein Maser erzeugt kohärente elektromagnetische Wellen, die heutzutage einen Frequenzbereich von 105 Hz bis 1011 Hz (entsprechend 100 kHz bis 100 GHz) umfassen, entsprechend einem Wellenlängenbereich von Kilometern bis Millimetern. Die kleineren Wellenlängen sind mit Molekülschwingungen oder magnetischen Dipolübergängen in Atomen realisierbar.
Grundlage ist die stimulierte Emission im Zusammenhang mit einer Besetzungsinversion. Letztere bedeutet, dass mehr Atome (deren Elektronen-Energieniveaus) oder Moleküle (deren Schwingungs-Energieniveaus) eines aktiven Mediums im oberen angeregten Energiezustand des betreffenden Strahlungsübergangs als im unteren Energiezustand sein müssen. Die Inversion ist eine Abweichung vom thermischen Gleichgewicht und muss durch geeignete Energiezufuhr, auch Pumpen genannt, sowie oft durch eine Leerung der unteren Energieniveaus, z. B. durch Aussortieren der Moleküle mit niedrigen Energieniveaus, erzeugt werden. Wichtiger Bestandteil eines Masers ist ein auf die Maserfrequenz abgestimmter Resonator (meist ein Hohlraumresonator).
Das Hauptproblem beim Bau von Labormasern ist die Erzeugung der Besetzungsinversion. Die Grundidee des Masers (und auch des Lasers) wurde bereits 1951 von dem amerikanischen Physiker Charles H. Townes erkannt; zusammen mit seinem Studenten James P. Gordon und dem Post-Doc Herbert Zeiger entwickelte er dann 1953 einen Ammoniak-Maser. Den Anstoß für die Entwicklung bildete das Bestreben, möglichst rauscharme Verstärker zu bauen; bis dahin gebräuchliche Verstärker wiesen aufgrund der thermischen Bewegung der Ladungsträger ein erhebliches Rauschen auf. Für den Maserübergang wird eine bestimmte Schwingung des Ammoniakmoleküls mit einer Wellenlänge von 12,7 Millimeter genutzt, bei der das Stickstoffatom durch die von den drei Wasserstoffatomen aufgespannte Ebene hindurchschwingt. Unabhängig von Townes hatte auch Joseph Weber Anfang der 1950er Jahre ähnliche Ideen.
Für die Erzeugung der Besetzungsinversion wird die Tatsache ausgenutzt, dass die Kräfte, die auf freie Atome oder Moleküle in inhomogenen elektrischen Feldern wirken, vom Dipolmoment der Teilchen abhängig sind: ein Molekülstrahl tritt hierzu durch eine Düse in eine Vakuumkammer ein und wird dort durch ein inhomogenes Feld so abgelenkt und sortiert, dass nur noch diejenigen Moleküle, die sich im gewünschten oberen Energieniveau befinden, den anschließenden Hohlraumresonator erreichen, der auf die Übergangsfrequenz der Moleküle abgestimmt ist. (Anmerkung: solche Mikrowellen-Resonatoren sind Hohlräume mit Metallwänden, deren Abmessungen mit der Wellenlänge der Strahlung vergleichbar sind.) Im Hohlraumresonator ist nun spontane und stimulierte Emission möglich – es bildet sich eine stehende elektromagnetische Welle aus. Ein Teil der Strahlung verlässt den Resonator und stellt die Ausgangsstrahlung des Masers. Der Rest verbleibt durch Reflexion im Hohlraum, so dass dort durch stimulierte Emission eine weitere, phasensynchrone  Mikrowellenverstärkung stattfindet. Wird eine ausreichende Menge angeregter Atome in den Resonator gebracht, so kann dieses System nicht nur eine eingekoppelte Welle verstärken, sondern auch als Mikrowellenoszillator arbeiten. Damit war der erste Maser geschaffen.
1964 erhielt Townes zusammen mit den beiden sowjetischen Physikern Nikolai Gennadijewitsch Bassow und Alexander Michailowitsch Prochorow, die unabhängig von ihm die theoretischen Grundlagen für das Maser- und Laserprinzip geschaffen hatten, den Nobelpreis für Physik.
Ammoniak-Maser waren auch das Herzstück der allerersten Atomuhren (Ammoniakmoleküluhren).

## Wasserstoff-Maser

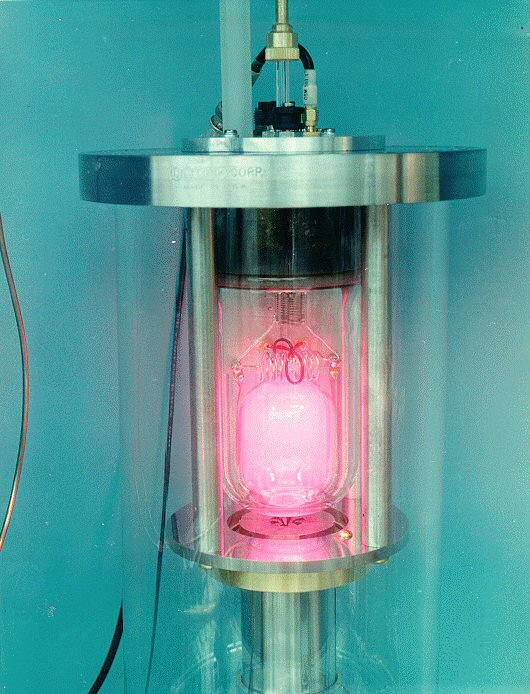
Ein Wasserstoff-Maser.

Der Wasserstoff-Maser wurde im Jahr 1960 von dem amerikanischen Physiker Norman Ramsey und seinen Mitarbeitern entwickelt; im Jahr 1989 erhielt Ramsey für seine Arbeiten den Nobelpreis für Physik. Bei ihm wird als aktiver Maserübergang die Hyperfeinstruktur des atomaren Wasserstoffs ausgenutzt. Zum Spin des Atomkerns – in diesem Fall aus einem einzelnen Proton bestehend – kann sich das Hüllenelektron parallel oder antiparallel ausrichten. Zwischen diesen beiden Möglichkeiten besteht eine äußerst geringe Energiedifferenz von etwa 10−5 eV, die einer Frequenz von 1,42 Gigahertz entspricht. Dieser Übergang ist auch aus der Radioastronomie als 21-cm-Linie als Nachweis für interstellaren Wasserstoff bekannt. Da in den Spiralarmen unserer Milchstraße große Mengen Wasserstoff vorhanden sind, trug diese Spektrallinie wesentlich zur Aufklärung ihrer Struktur bei.
Auch bei diesem Gasmaser wird die Besetzungsumkehr durch Atomstrahlmethoden in inhomogenen Feldern (Zustands-Selektor) realisiert. Die angeregten, freien Wasserstoffatome gelangen dann in eine mit Teflon ausgekleidete „Speicherkugel“ aus Quarz. Die Speicherkammer ist von einem Mikrowellenhohlraum umgeben, der resonant auf die Frequenz des Übergangs zwischen den beiden Hyperfeinstruktur-Zuständen abgestimmt ist. Genau diese Frequenz wird von einem Mikrowellensender erzeugt. Die Strahlungsintensität der Mikrowellen wird durch stimulierte Emission verstärkt.
Wasserstoffmaser können über Jahre hinweg sehr stabil arbeiten. Die Lebensdauer der angeregten Zustände beträgt etwa eine Sekunde, dies hat eine sehr große Frequenzgenauigkeit des Masers zur Folge; die Abweichung beträgt nur 1 Hz. Wasserstoffmaser dienen daher als hochgenaue Frequenznormale in Laboratorien und in Atomuhren. Ihre ausgezeichnete Frequenzstabilität erlaubt die Überprüfung von Aussagen der Allgemeinen Relativitätstheorie, bei denen winzige Zeitdifferenzen die entscheidende Rolle spielen. Wasserstoff-Maser werden in der Radioastronomie für die Langbasisinterferometrie genutzt, bei der es auf eine zeitgenaue Aufzeichnung von Empfangssignalen verschiedener, weit entfernt voneinander betriebener Teleskope ankommt. Auch bei der Auswertung von Radarmessungen zur Bestimmung der Kontinentaldrift oder astronomischen Entfernungsmessungen, bei denen sehr kleine Laufzeitunterschiede gemessen werden müssen, sind die genauen Zeitnormale der Wasserstoffmaser nicht mehr wegzudenken.

## Weitere Maser
Die Idee für einen Festkörper-Maser hatte Nicolaas Bloembergen 1956, die erste Realisierung gelang Derrick Scovil noch im selben Jahr. 1957 demonstrierte dann Chihiro Kikuchi in Willow Run den ersten Rubin-Maser. Er war Ausgangspunkt für Überlegungen, das Mineral Rubin als aktives Medium für Laser zu verwenden. Während Arthur L. Schawlow jedoch davon ausging, dass Rubin aufgrund seiner optischen Eigenschaften nicht als laseraktives Medium geeignet sei, verfolgte Theodore Maiman die Idee weiter und realisierte mit dem Rubin-Laser im Mai 1960 die erste Laserstrahlquelle.
Zu den neueren Entwicklungen gehört der Rydberg-Maser. Bei ihm werden hinsichtlich ihrer Elektronenstruktur wasserstoffähnliche Atome (nur ein einzelnes Valenzelektron in der äußersten Schale, Beispiel: Rubidium) als aktives Material genutzt. Mit einem frequenzveränderlichen Farbstoff-Laser lassen sich diese einzelnen Außenelektronen auf sehr hohe, langlebige Energieniveaus nahe der Ionisationsgrenze pumpen. Das Herzstück des Masers ist ein auf die Temperatur flüssigen Heliums gekühlter zylindrischer Resonator, durch den der Strahl hochangeregter Atome geschickt wird. Maser-Oszillationen mit nur wenigen Kammeratomen können hier erreicht werden; im Extremfall befindet sich nur noch ein einziges angeregtes Atom in der Kammer.
Dieser Fall wird beim „Ein-Atom-Maser“ realisiert. Dabei handelt es sich um eine nichtklassische Strahlungsquelle, bei der die ausgesandten Mikrowellen den Gesetzen der Quantenmechanik gehorchen. (Anmerkung: Ein gewöhnlicher Maser nutzt zwar einerseits zur Verstärkung seiner Strahlung die Tatsache, dass es in Atomen diskrete, also quantisierte Energieniveaus gibt. Andererseits verhält sich das austretende Strahlungsfeld, da es von mehreren Photonen statistisch erzeugt wird, klassisch, d. h., die Zahl der Photonen im Hohlraum schwankt um einen mittleren Wert. Die nichtklassische Strahlung des Ein-Atom-Masers besteht dagegen aus Photonen, die in einem gleichmäßigen Abstand aus dem Hohlraum kommen.)
Interessant ist diese Eigenschaft vor allem für die Nachrichtenübertragung, so dass sich der Ein-Atom-Maser auch im Forschungsfeld des Quantencomputers nutzen lässt, insbesondere bei der Ansteuerung einzelner sowie miteinander korrelierter Ionen, die in speziellen Fallen aufbewahrt werden.
Mit solchen nichtklassischen Strahlungsquellen lassen sich auch der Energieaustausch zwischen Strahlungsfeld und Atom sowie die Eigenschaften reiner Photonenfelder erforschen. In den letzten Jahren hat sich für die frequenzstabilen Maser ein weiteres Forschungsgebiet eröffnet, das in Zusammenhang mit Theorien steht, die Quantenmechanik und Gravitation zu vereinigen suchen (Stringtheorie, Schleifenquantengravitation). Eine der zu überprüfenden Aussagen sind zeitliche Veränderungen physikalischer Naturkonstanten wie beispielsweise der Lichtgeschwindigkeit.
Im Jahr 2012 gelang dem Forscherteam um den Physiker Mark Oxborrow vom britischen National Physical Laboratory in Teddington die Entwicklung eines Masers, der auch bei Raumtemperatur Mikrowellenstrahlung abgibt. Erstmals Verwendung fand hierbei eine Materialkombination von p-Terphenyl, das mit Pentacen dotiert wurde. Dieser organische Kristall wird während des Versuches in einen Saphir-Ring eingelassen. Als Energiequelle dient ein gelber gepulster Farbstofflaser mit einer Wellenlänge von 585 nm. Innerhalb des Mikrowellenresonators wird der organische Kristall mittels TE01δ-Mode angeregt. Die Auskopplung der Mikrowellenstrahlung erfolgt mittels einer magnetischen Kopplungsschleife. Noch ist die Intensität der Ausgangsstrahlung gering und der Frequenzbereich niedrig.

### Natürliche Maser
Maser erscheinen als künstliche Geräte, da die Besetzungsinversion, eine Bedingung für den Betrieb eines Masers, ein Zustand ist, der weit vom thermodynamischen Gleichgewicht entfernt ist und nur durch technischen Aufwand erreicht werden kann. So überraschte es, als in den 1960er Jahren mit Radioteleskopen Objekte im Kosmos entdeckt wurden, die natürliche Maserstrahlung aussenden. Die Entdeckung derartiger astronomischer Maser revolutionierte viele Erkenntnisse über unser Universum. Die frequenzscharfen Mikrowellen-Linien – vor allem die 18-cm-Linie des OH-Moleküls, aber auch  die 1,35-cm-Linie des Wassermoleküls – geben Aufschluss über angeregte molekulare Gase um entstehende Sterne, über Veränderungen in Galaxien sowie über Hüllenprozesse in Roten Riesen und Überriesen. Allerdings sind die Pumpmechanismen dieser natürlichen Maser noch nicht restlos geklärt. In Frage kommen Anregungsprozesse durch Stöße mit interstellarem Staub oder optische Anregung durch die Strahlungsenergie benachbarter Sterne oder Infrarotquellen.

## Anwendungen
- Wasserstoff-Maser werden in Atomuhren verwendet (siehe Wasserstoff-Maser-Uhr).
- GPS Satellit Block IIF ist mit einem Wasserstoff-Maser ausgestattet.
- Das Galileo-Projekt setzt ebenfalls drei Wasserstoff-Maser als Atomzeituhren ein.
- Maser-Technologie findet auch zur rauscharmen und sicheren Kommunikation mit Raumsonden (z. B. Voyager 2) Anwendung (Planetary Radio Astronomy; PRA). Der PRA-Maser kann dabei die sehr schwachen Signale rauscharm bzw. rauschfrei verstärken. In Zukunft werden vorwiegend die praktikableren Raumtemperatur-Maser eingesetzt.[5]